# 로스 이호스 데 나디에
《로스 이호스 데 나디에》(스페인어: Los hijos de nadie)은 1997년 방영된 멕시코의 텔레노벨라이다.